# HD 108114
HD 108114，又名CD-34 8146，SAO 203450、HR 4724，是一颗恒星，视星等为5.73，位于銀經296.93，銀緯27.38，其B1900.0坐标为赤經12h 20m 5.4s，赤緯-34° 27.38′ 56″。